# Comédie-Française

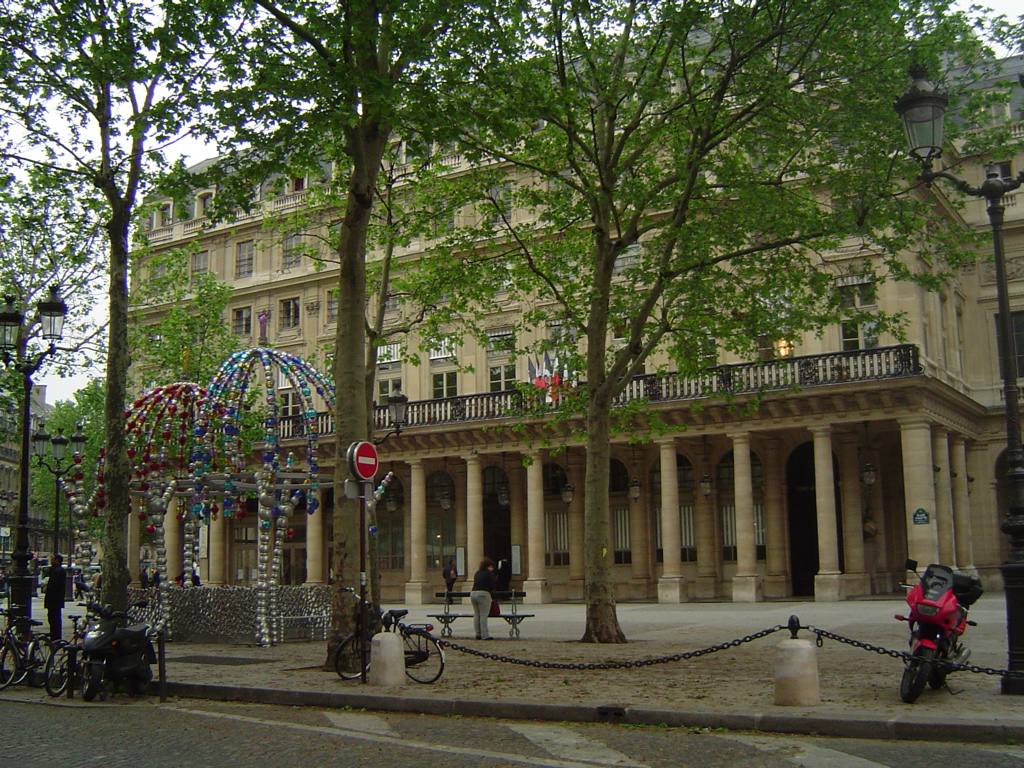
La Comédie-Française (2005)

La Comédie-Française o Théâtre-Français fu fondata nel 1680 e si trova dal 1799 nel cuore del Palais-Royal nel I arrondissement di Parigi. È il solo teatro francese di Stato che dispone di una compagnia permanente di attori, la Troupe des Comédiens français. Il drammaturgo più conosciuto legato alla Comédie-Française è Molière: è considerato il patrono dei comédiens français, anche se era morto da sette anni quando nacque la casa di Molière.

## Storia

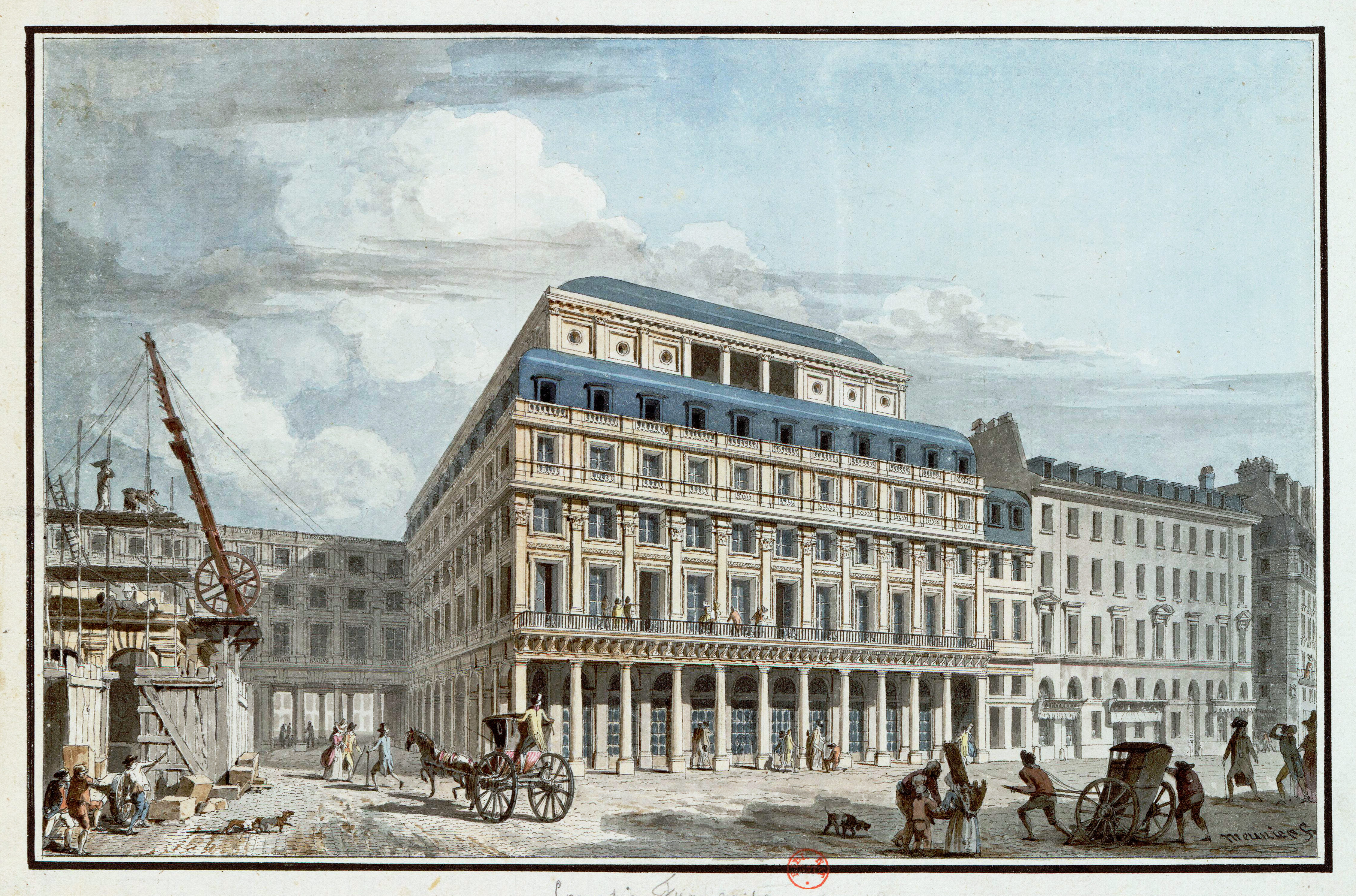
La Comédie-Française nel XVIII secolo

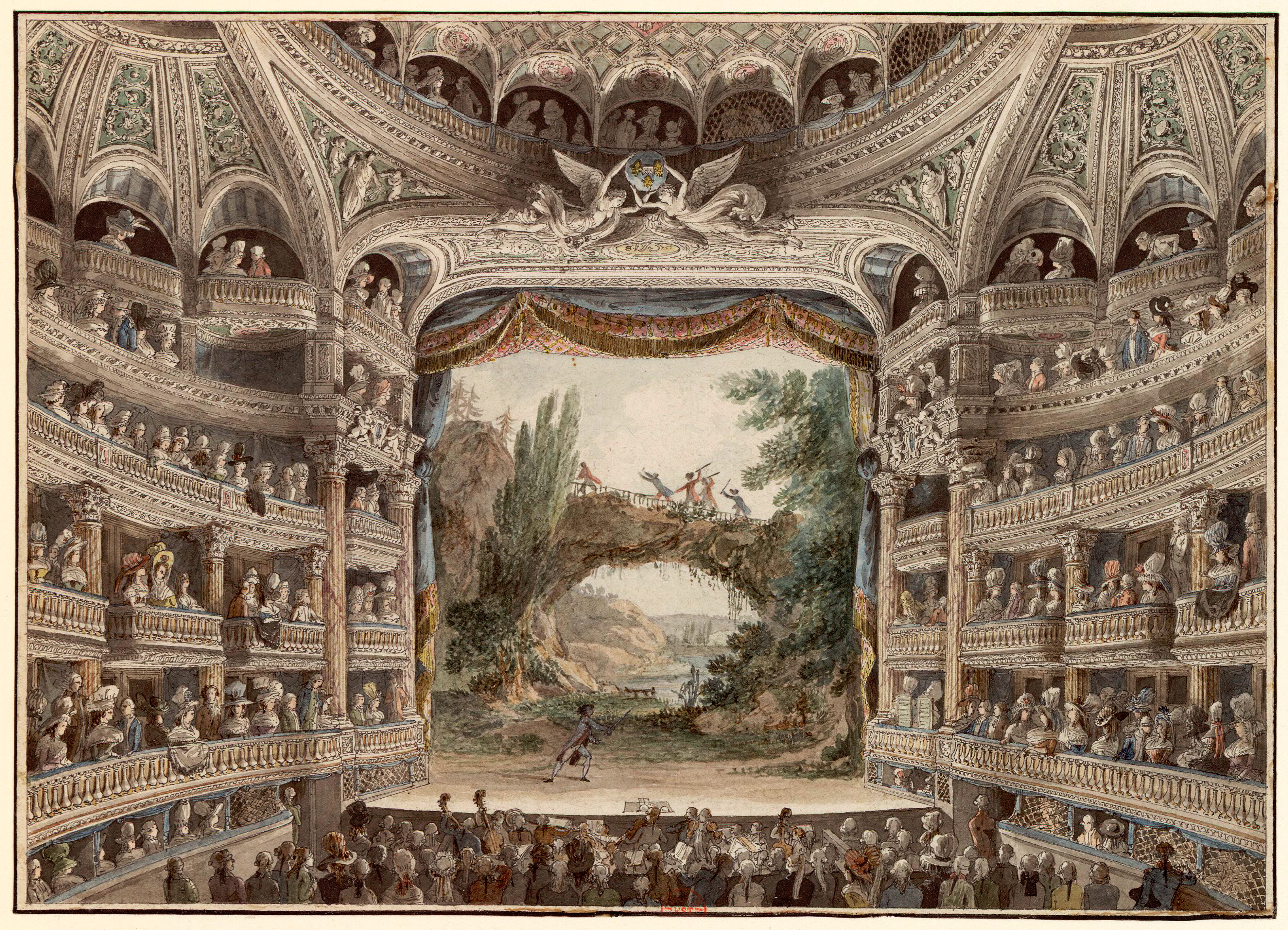
La sala del teatro nel XVIII secolo

La Comédie-Française fu fondata a seguito di uno speciale ordine, la lettre de cachet, del re Luigi XIV il 21 ottobre 1680 per fondere le due sole compagnie parigine dell'epoca, la compagnia dell'Hôtel Guénégaud e quella dell'Hôtel de Bourgogne guidata da Noël Lebreton de Hauteroche. Il 25 agosto, gli attori si erano già uniti per la loro prima rappresentazione mettendo in scena Fedra di Jean Racine e Carosses d'Orléans di La Chapelle. Il decreto reale accordò loro il monopolio delle recite a Parigi, che i comédiens français difenderanno gelosamente nel corso del XVIII secolo, particolarmente contro i Comédiens-italiens.
Il 5 febbraio 1681, i comédiens français si riunirono con un atto costitutivo di associazione che regolava in particolar modo il regime pensionistico degli attori. Il repertorio si componeva allora di opere teatrali di Molière e di Racine, pure di qualche lavoro di Pierre Corneille, Paul Scarron e Jean Rotrou. Le assegnazioni erano stabilite dall'autore se vivo e, in caso contrario, dai primi gentiluomini della Camera del re.
Il 3 settembre 1793, durante la rivoluzione francese, la Comédie-Française venne chiusa per ordine del comitato di salute pubblica, e gli attori furono imprigionati. Il 30 maggio 1799, il nuovo governo mise a loro disposizione la salle Richelieu dove recitava Talma, per permettere agli attori di ricostruire la compagnia. Il motto della Comédie-Française è Simul et singulis (essere insieme ed essere sé stessi). La Comédie-Française dispone oggi di un repertorio di tremila opere teatrali e di tre teatri a Parigi: la salle Richelieu (parte del Palais-Royal), il Théâtre du Vieux-Colombier e lo Studio-Théâtre.

## Le sale della Comédie-Française
- 1680-1687: Hôtel de Guénégaud : la Comédie-Française nacque all'Hôtel de Guénégaud.
- 1687-1770: Salle des Fossés-Saint-Germain : nel giugno del 1687, gli attori furono espulsi per ordine del re dall'Hôtel de Guénégaud, perché rischiavano di disturbare il Collège des Quatre-Nations appena aperto. Si trasferirono al jeu de paume de l'Étoile, 6 rue des Fossés-Saint-Germain-des-Prés (attuale n°14 della rue de l'Ancienne-Comédie).
- 1770-1782: Salle des Machines del Palais des Tuileries.
- 1782-1793: Théâtre de l'Odéon : nel 1782, i comédiens-français sono accolti provvisoriamente al Théâtre de l'Odéon. La compagnia si era dispersa all'epoca della Rivoluzione, il teatro divenne proprietà privata.
- 1799-ai nostri giorni: Salle Richelieu al Palais-Royal ideato dall'architetto Victor Louis.

## Amministratori
Vedere: Amministratori della Comédie-Française

## Scenari della Comédie-Française
Nel XX secolo, gli scenari della Comédie-Française furono concepiti da noti pittori, tra i quali Marie Laurencin, Valentine Hugo, Christian Bérard, Jean Carzou, Cassandre, Raoul Dufy, Richard Peduzzi o il regista Bob Wilson.
Un gruppo di venti persone assicura attualmente la realizzazione degli scenari.
Il sipario è stato creato dal pittore Olivier Debré.